# Roger Ibáñez
Pour les articles homonymes, voir Ibáñez.
Roger Ibáñez, né Rogelio Ibáñez le 8 novembre 1931 à Paris 18e et mort le 17 janvier 2005 à Valenton dans le Val-de-Marne, est un acteur et scénariste français, d'origine espagnole.

## Biographie
Fils d'un artisan ébéniste et sympathisant anarchiste natif de Valence et d'une mère originaire du Pays basque espagnol, Rogelio Ibáñez est le frère aîné du chanteur libertaire espagnol Paco Ibáñez. Acteur engagé, il exprime ses opinions anti-franquiste et antifasciste. Fier de ses origines basques, il crée en 1992 le Centre culturel basque de Paris.
Il est notamment remarqué en 1967 dans L'Espagnol, un téléfilm de Jean Prat. Surtout connu à la télévision, il a tourné dans de nombreux autres téléfilms, ainsi que dans des séries télévisées comme Commissaire Valence aux côtés de Bernard Tapie. Il a aussi travaillé avec les plus grands au cinéma.

## Filmographie

### Cinéma
- 1967 : Tante Zita de Robert Enrico
- 1972 : Le Retour d'Afrique d'Alain Tanner
- 1973 : Le Train de Pierre Granier-Deferre
- 1975 : Folle à tuer de Yves Boisset
- 1976 : L'Affiche rouge de Frank Cassenti
- 1976 : Le Juge Fayard dit « le Shériff » d'Yves Boisset
- 1976 : Qu'est-ce que tu veux Julie ? de Charlotte Dubreuil
- 1977 : Cet obscur objet du désir de Luis Buñuel
- 1978 : La Clé sur la porte d'Yves Boisset
- 1978 : L'Affaire Savolta - (La verdad sobre el caso Savolta / Nell'occio della volpe) d'Antonio Drove
- 1979 : Le Pull-over rouge de Michel Drach
- 1980 : Allons z'enfants d'Yves Boisset
- 1986 : Nanou de Conny Templeman
- 1987 : Tant qu'il y aura des femmes de Didier Kaminka
- 1987 : Eskorpion d'Ernesto Tellaria
- 1987 : El polizon del ulises de Javier Aguirre
- 1988 : Radio Corbeau d'Yves Boisset
- 1991 : La Source de Jean-Jacques Aublanc
- 1991 : Trois jours avant Noël d'Yves Élie - (court métrage)
- 1992 : Les Mamies d'Annick Lanoë
- 1996 : Homère, la dernière odyssée (Homère, portrait de l'artiste dans ses vieux jours) - (Nel profondo paese straniero) de Fabio Carpi
- 1997 : Le Pari de Didier Bourdon et Bernard Campan
- 1999 : Asfalto de Daniel Calparsoro
- 2002 : Vivre me tue de Jean-Pierre Sinapi

### Télévision
- 1969 : Le Grand Voyage de Jean Prat
- 1974 : Contrecoups de Jean Prat
- 1974 : Les Étoiles ensevelies de Michèle Tournier[4]
- 1976 : Adios, mini-série réalisée par André Michel
- 1981 : L'Ensorcelée de Jean Prat
- 1996 : Le Garçon d'orage de Jérôme Foulon
- 1996 : Navarro, Monsieur Pinto